# 伊斯克拉峰

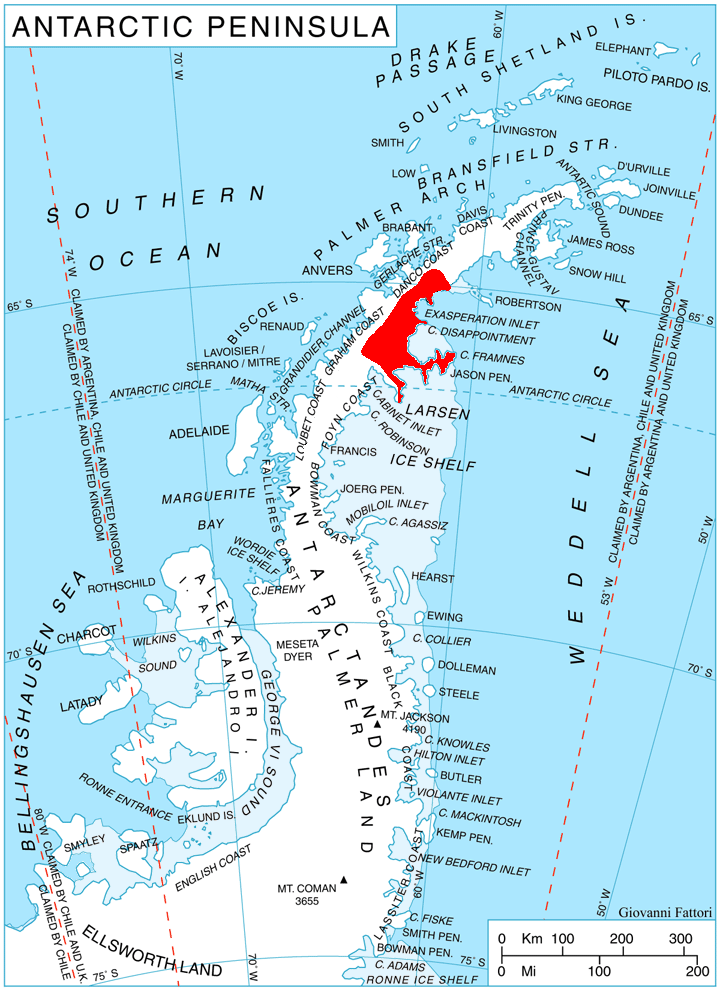

伊斯克拉峰（英語：Iskra Peak）是南極洲的山峰，位於葛拉漢地東部的奧斯卡二世海岸，處於沃爾克山東南面8公里、杜拉峰西南面3.8公里和杜格爾扎夫峰東北面7公里，海拔高度850米，現時由南極條約體系管理。